# Язичок (інструментознавство)
Язичок або тростина — деталь ряду музичних інструментів, насамперед духових, що виконує звукоутворюючу функцію. Язичок являє собою тонку пластину, що закріплена на одному кінці й коливається під дією струменю повітря, защипування або удару. Коливання язичка збуджують коливання стовпа повітря у корпусі інструмента.
Розрізняють вільні та ударні язички. Вільні, використовувані в акордеоні, баяні, фісгармонії, губній гармоніці, закріплюються на рамці з прорізами. Ударні язички можуть бути металевими (в органі) або тростинними (в кларнеті, гобої, фаготі, саксофоні та інших).